# Норма оператора
В математиці, норма оператора — засіб вимірювання «розміру» певного лінійного оператора. Формально, це норма визначена на просторі обмеженого лінійного оператора між двома нормованими просторами.

## Вступ і визначення
Для двох нормованих векторних просторів V і W (над одним базовим полем, або дійсних чисел R або комплексних чисел C), лінійне відображення A : V → W є неперервним тоді і тільки тоді якщо існує дійсне число c таке, що
{\displaystyle \|Av\|\leq c\|v\|\quad {\mbox{ for all }}v\in V}
(ліворуч норма прийнята у W, праворуч норма з V).  Інтуїтивно, неперервний оператор A ніколи не «видовжує» жоден вектор більш як на фактор c. Отже, образ обмеженої множини під дією обмеженого оператора також обмежена множина. Через цю властивість, неперервний лінійний оператор також відомий як обмежений оператор. Для того, щоб виміряти розмір A, це видається природним вибрати найменше число c таке, що нерівність наведена вище виконується для всіх v з V. Інакше кажучи, ми вимірюємо наскільки A «видовжує» вектори в «найбільшому» випадку. Отже ми визначили норму оператора A як
{\displaystyle \|A\|_{op}=\min\{c\geq 0:\|Av\|\leq c\|v\|{\mbox{ for all }}v\in V\}}
(мінімум існує бо множина всіх c є замкнутою, непорожньою і обмеженою знизу).

## Приклади
Розглянемо оператор заданий матрицею
{\displaystyle A={\begin{bmatrix}1&2\\0&2\end{bmatrix}},}
який відображає {\displaystyle \mathbb {C} ^{2}} у {\displaystyle \mathbb {C} ^{2}.} Також він відображає {\displaystyle \mathbb {R} ^{2}} у  {\displaystyle \mathbb {R} ^{2}}, що значно зручніше якщо ми хочемо намалювати картинку і достатньо для визначення матричної p-норми, бо коефіцієнти матриці {\displaystyle A} дійсні.
{\displaystyle \|A\|_{1}=4}
{\displaystyle \|A\|_{2}\approx 2.9208}
{\displaystyle \|A\|_{\infty }=3}

## Тотожні визначення
Можна показати, що наступні визначення тотожні:
{\displaystyle {\begin{aligned}\|A\|_{op}&=\inf\{c\geq 0:\|Av\|\leq c\|v\|{\mbox{ for all }}v\in V\}\\&=\sup\{\|Av\|:v\in V{\mbox{ with }}\|v\|\leq 1\}\\&=\sup\{\|Av\|:v\in V{\mbox{ with }}\|v\|<1\}\\&=\sup\{\|Av\|:v\in V{\mbox{ with }}\|v\|=1\}\\&=\sup \left\{{\frac {\|Av\|}{\|v\|}}:v\in V{\mbox{ with }}v\neq 0\right\}.\end{aligned}}}

## Властивості
Норма оператора насправді є нормою на просторі всіх обмежених операторів між V і W. Що значить
{\displaystyle \|A\|_{op}\geq 0{\mbox{ and }}\|A\|_{op}=0{\mbox{ if and only if }}A=0,}
{\displaystyle \|aA\|_{op}=|a|\|A\|_{op}} для кожного скаляра {\displaystyle a,}
{\displaystyle \|A+B\|_{op}\leq \|A\|_{op}+\|B\|_{op}.}
Наступна нерівність випливає одразу ж визначення:
{\displaystyle \|Av\|\leq \|A\|_{op}\|v\|\quad {\mbox{ for every }}v\in V.}
Норма оператора також сумісна з композицією (добутком) операторів: якщо V, W і X — це три нормованих простори над тим самим базовим полем, а A : V → W і B: W → X — це два обмежених оператори, тоді
{\displaystyle \|BA\|_{op}\leq \|B\|_{op}\|A\|_{op}.}
Для обмежених операторів на V, це тягне за собою, що добуток операторів є спільно неперервним.